# Pelvic inflammatory disease
Pelvic inflammatory disease (PID) (ontsteking aan het kleine bekken) is bij seksueel actieve vrouwen een af en toe voorkomende oorzaak van buikvliesontsteking (peritonitis). Een infectie van de baarmoeder en eileiders, veroorzaakt door verscheidene typen bacteriën, waaronder de bacteriën verantwoordelijk voor gonorroe en chlamydia-infecties, breidt zich bij PID  uit naar de buikholte.